# Ding Yunpeng
Ding Yunpeng ou Ting Yun-P'eng, surnom : Nanyu, nom de pinceau : Shenghua Jushi est un peintre chinois des XVIe et XVIIe siècles originaire de Xiuning. Il est né en 1547 et mort en 1628.

## Biographie
Ding Yunpeng est un peintre de figures et de paysages. On lui doit aussi des personnages bouddhistes et taoïstes dans les styles des peintres Tang tels Wu Daozi et Li Longmian, notamment dans son travail de contour au pinceau. Il est très lié avec le peintre Dong Qichang.

## Le portrait et la peinture de personnage
Après la chute de la dynastie des Song, la ferveur religieuse retombe peu à peu, et grottes et temples sont aménagés ou construits en plus petit nombre et dans des proportions plus modestes. Avec le déclin de la religion, la peinture Ming de personnage perd son principal mécène et elle décroit en importance jusqu'à la fin de la dynastie. Un petit renouveau survient avec l'émergence de peintres de personnages tels que Ding Yunpeng (1547 – 1628), Wu Bin (actif 1573-1620), Chen Hongshou, Cui Zizhong, Zeng Jing et Xie Bin.
Ding Yunpeng, natif de Xiuning, excelle à peindre des personnages religieux. Ses œuvres les plus représentatives sont Cinq formes du Bodhisattva Guanyin et, Maîtres des Trois Religions. Dans la première peinture, les cinq Guanyin, toutes différentes les unes des autres, sont exécutées avec méticulosité. La composition procure une sensation d'ampleur, car le bleu de l'arrière-plan donne du relief aux robes blanches des Guanyin, accentuant leur grâce et leur splendeur.

## Style sous influence
Durant les dernières années de sa vie, Ding Yunpeng use de plus d'audace dans son travail au pinceau. Sa Guanyin représente le bodhisattva tenant un petit garçon dans ses bras, comme dans une peinture occidentale de Vierge à l'Enfant, ce qui est sans précédent dans les portraits traditionnels de Guanyin. Les plis parallèles ondoyants de sa robe rappellent aussi le vêtement de la Vierge. Lors de sa venue en Chine, au milieu de seizième siècle, le missionnaire italien Matteo Ricci visite à plusieurs reprises la région de Nanjing; il en rapporte des gravures sur cuivre de la Vierge, que Ding Yunpeng a peut-être l'occasion de voir. Dans ce cas, c'est la plus ancienne influence occidentale connue sur la peinture chinoise.

## Musées

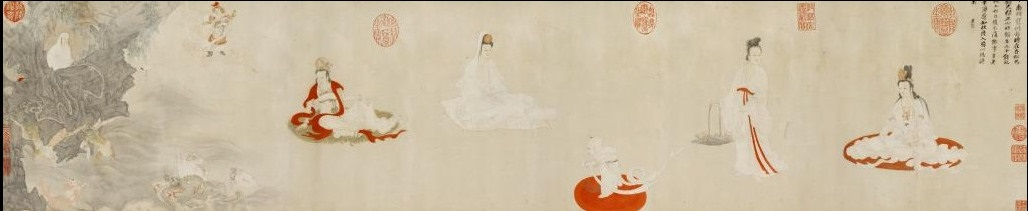
Cinq formes du bodhisattva Guanyin par Ding Yunpeng.

- Beijing (Musée du palais impérial):
  - Maitres des Trois Religions, rouleau mural, encre et couleur sur papier, dynastie des Ming. 115,7 × 55,8 centimètres.
- Amsterdam (Mus. d'Art Asiatique):
  - Sakyamuni dans les montagnes, signé.
- Boston (Mus. of Fine Arts):
  - Bouddha assis sur un rocher émergeant d'un tourbillon au milieu d'une rivière, rouleau en hauteur, signé, extrait de sūtra inscrit en haut de la peinture.
- Honolulu: (Acad. of Art):
  - Les dix-huit ahrats, encre et couleur d'or sur soie pourpre.
- Kansas City (Nelson Gal. of Art):
  - Cinq formes Bodhisattva Guanyin, encre, couleur et or sur papier, vers 1580, signé. (Acquisition: Nelson Trust).
- Londres (Brittish Mus.):
  - Deux fées près d'un ruisseau, feuille d'album signée.
- New York: (Metropolitan Museum of Art):
  - Paysage de rivière avec des bateaux.
  - Illustration du chant du luth du poète Bo Juyi, daté 1585, encre et couleur sur papier, rouleau en hauteur, signé, poème calligraphie par Liu Ran daté 1586, deux sceaux de l'artiste.
- Pékin (Palais impérial):
  - Personnage lavant un éléphant, couleur sur papier.
- Taipei (Nat. Palace Mus.):
  - Dix-huit ahrats, rouleau en longueur, encre sur papier.
  - Cheval blanc chargé de sûtras.